# Inge Rambow
Inge Rambow (* 1940 in Marienburg (Westpreußen); † 14. Oktober 2021 in Heidelberg) war eine deutsche Fotografin.

## Leben
Rambow wurde in Marienburg geboren und wuchs im Schwarzwald auf. Von 1954 bis 1957 machte sie eine Buchhändlerlehre in Calw. Ab 1968 lebte und arbeitete sie in Frankfurt am Main. Rambow war Autodidaktin. Von 1969 bis 1986 war sie mit dem Plakatkünstler Gunter Rambow verheiratet. Ihre Werkreihen – großformatige Landschaftspanoramen – sind in internationalen Sammlungen, Museen und Ausstellungen präsent. Inge Rambow erhielt zahlreiche Auszeichnungen, darunter 1997 das Reisestipendium der Hessischen Kulturstiftung, das sie in die ehemaligen Braunkohletagebaue in Ostdeutschland führte, und 1999 den Maria Sibylla Merian-Preis des Landes Hessen für bildende Künstlerinnen. Inge Rambow starb 2021 in Heidelberg.

## Werk
In dem zwischen 1974 und 1975 entstandenen Schwarz-Weiß-Zyklus Heinzenberg erzählte Inge Rambow vom Landleben mit Enten, Schweinen und Schafen im idyllischen Hintertaunus. Von 1979 bis 1990 war Rambow vor allem als Theaterfotografin für die Städtischen Bühnen in Frankfurt am Main tätig. Unter anderem fotografierte Rambow auf dessen Wunsch Heiner Müllers Uraufführung Leben Gundlings Friedrich von Preußen Lessings Schlaf Traum Schrei sowie die Uraufführung von Einar Schleefs Mütter. In diesem Zusammenhang entstanden zahlreiche Programmbücher, Plakate und Publikationen. In diese Zeit fielen auch ihre ausgedehnten Weltreisen, die sie fotografisch erfasste.
Ab 1991 entstanden größere Werkgruppen von Landschaftsfotografien in der ehemaligen DDR mit der Großbildkamera in Farbe und oft großen Formaten. Die Serien unter dem Titel Wüstungen, mit denen Inge Rambow bekannt wurde, zeigen die Ödnis riesiger vegetationsloser Industriebrachen bei Schkopau und im Umkreis von Leipzig. Daran schloss sich ihre Arbeit Lunar Baedeker Buna an, die die giftigen Deponien der chemischen Fabrik Buna-Werke nahe Leuna zwischen Halle und Merseburg zum Motiv hat. Für diese Arbeiten prägte Rambow den übergeordneten Werkbegriff WASTELAND.

## Einzelausstellungen (Auswahl)
- 1993: Wüstungen – Landschaft im Osten Deutschlands, Deutsches Historisches Museum, Berlin
- 1998: Wüstungen. Fotografien 1991–1993, Museum für Moderne Kunst, Frankfurt am Main (Szenenwechsel XII)
- 2000: Niemandsland, Fotografien aus der Sammlung. Art Foyer der DZ-Bank, Frankfurt am Main
- 2001: Wüstungen – Landschaft im Osten Deutschlands, Museum für Photographie, Braunschweig

## Schriften
- Inge Rambow: Wüstungen. Fotografien 1991–-1993, Schriften zur Sammlung des Museums für Moderne Kunst, Frankfurt am Main, 1998 ISBN 978-3-88270-481-5 (deutsch, englisch)
- Kursbuch 59 – Bilderbuch. Mit Fotografien von Abisag Tüllmann, Giovanni Rinaldi, Inge Rambow und anderen. Rotbuch Verlag, Berlin 1980.

## Werke in Museen
- Museum für Moderne Kunst, Frankfurt am Main: Wüstungen. Landschaft im Osten Deutschlands bei Grünewalde, Brandenburg, 1992, Farbfotografie (Cibachromeprint) auf Aluminium, gerahmt, 103 × 119 × 3,5 cm, Inv. Nr. 1997/88L, sowie weitere neun Arbeiten.
- Stiftung Moritzburg. Kunstmuseum des Landes Sachsen-Anhalt, Halle (Saale): Wüstungen. Landschaft im Osten Deutschlands. Farbfotografie (Cibachromeprint) auf Aluminium, gerahmt, 103 cm × 119 cm × 3,5 cm, Inv. Nr. MOSPh3084(1-5). Insgesamt fünf Arbeiten.
- Stiftung Moritzburg, Kunstmuseum des Landes Sachsen-Anhalt, Halle (Saale): Lunar Baedeker, Buna. Installation aus 19 Cibachromeprints jeweils 30 cm × 60 cm, Holzrahmen.
- Deutsches Historisches Museum (DHM), Berlin. Wüstungen. Landschaft im Osten Deutschlands. Ehemaliger Tagebau. Farbfotografie (Cibachromeprint) im Passepartout 90 × 105,5 cm. Inv.Nr. Ph93/81-84. Insgesamt vier Arbeiten.